# 小山村 (大阪府)
小山村（こやまむら）は、大阪府南河内郡にあった村。現在の藤井寺市小山各町・津堂にあたる。

## 地理
- 河川 ： 大和川

## 歴史
- 1889年（明治22年）4月1日 - 町村制の施行により、志紀郡小山村・丹北郡小山村・津堂村の区域をもって志紀郡小山村が発足。小山・丹北小山・津堂の3大字を編成し、大字小山に村役場を設置。
- 1896年（明治29年）4月1日 - 所属郡が南河内郡に変更。
- 1915年（大正4年）11月10日 - 藤井寺村と合併し、改めて藤井寺村が発足。同日小山村廃止。

## 交通

### 道路
現在は旧村域を西名阪自動車道が通過するが、当時は未開通。

## 名所・旧跡・観光スポット・祭事・催事
- 津堂城山古墳